# Karl-Heinz Schönfelder
Karl-Heinz Schönfelder (* 26. April 1923 in Eibenstock; † 29. Dezember 2018 in Jena) war ein deutscher Amerikanist und Literaturwissenschaftler. Er gilt als der Begründer der Amerikanistik an der Universität Leipzig.

## Biographie
Während des Zweiten Weltkrieges war Schönfelder in US-amerikanische Kriegsgefangenschaft geraten. Seit 1948 hatte er einen Lehrauftrag für Übungen in amerikanischem Umgangsenglisch an der Leipziger Karl-Marx-Universität. 1950 promovierte er mit einer Arbeit über „Sinclair Lewis als Sozial- und Kulturkritiker“ und gab ab 1953 auch Vorlesungen zur Geschichte der USA, 1954 habilitierte er über Probleme der Völker- und Sprachmischung und Deutsches Lehngut im Amerikanischen Englisch.
Ab 1955 leitete er zusammen mit seinem Assistenten Eberhard Brüning zunächst die Abteilung Amerikanistik am Institut für Anglistik und Amerikanistik. Auch nach seiner Berufung nach Jena (1956–1963) blieb Schönfelder Gastprofessor in Leipzig und bemühte sich stets die „sozialistische“ Seite der amerikanischen Literatur herauszustellen bzw. eine solche z. B. in Werke des 19. Jahrhunderts hineinzuinterpretieren. Er schrieb auch zahlreiche Vor- und Nachworte zu Übersetzungen amerikanischer Literatur, z. B. zu etlichen Werken Mark Twains oder Ernest Hemingways.

## Schriften
- Probleme der Völker- und Sprachmischung. Verlag Max Niemeyer, Halle/Saale 1956.
- Deutsches Lehngut im amerikanischen Englisch. Ein Beitrag zum Problem der Völker- und Sprachmischung. Verlag VEB Niemeyer, Halle/Saale 1957.
- Mark Twain: Leben, Persönlichkeit und Werk. VEB Verlag Sprache und Literatur, Halle/Saale 1961.
- Amerikanische Literatur im Überblick – Vom Bürgerkrieg bis zur Gegenwart (mit Karl-Heinz Wirzberger). Reclam, Leipzig 1968.
- Literatur der USA im Überblick: Von den Anfängen bis zur Gegenwart (mit Karl-Heinz Wirzberger). Reclam-Verlag Leipzig 1977 und Röderberg-Verlag, Frankfurt am Main 1977.
- Kriege im Leben und im Werk von Mark Twain; Wissenschaftliche Zeitschrift der Friedrich-Schiller-Universität Jena (gesellschafts- und sprachwiss. Reihe) 6(1956/57)6, 723–731.
- Amerikanische Literatur in Europa. Methodologisches zu geschmacksgeschichtlichen Überlegungen; Wissenschaftliche Zeitschrift der Friedrich-Schiller-Universität Jena (gesellschafts- und sprachwiss. Reihe) 7(1957/58)4, 571–581.
- John Steinbecks „The Red Pony“. Bemerkungen zum Problem genreüberschreitender Formen; Wissenschaftliche Zeitschrift der Friedrich-Schiller-Universität Jena (gesellschafts- und sprachwiss. Reihe) 39(1990)3, 251–256.
- Einleitungen und Nachworte zu DDR-Ausgaben amerikanischer Autoren.
- mehr als 100 Rezensionen.